# Sierra de Urbasa
La sierra de Urbasa es una meseta montañosa situada en el oeste de Navarra, situada entre el corredor del Araquil, al norte, la sierra de Andía, al este; las Améscoas, al sur; y la sierra de Encia (en Álava), al oeste. Tiene una superficie de 11 399 ha, y una altitud media de unos 1000 m s. n. m.

## Geomorfología
Se trata de un gran plano elevado, que cae abruptamente al norte y al sur, y se prolonga con una altura similar al este y al oeste. Supone una  frontera geomorfológica y climática entre la Navarra atlántica y alpina al norte, y la Navarra más mediterránea al sur. El terreno está intensamente karstificada, con corredores y valles secos, dolinas, uvalas, poljés, simas, cañones, exsurgencias, etc.
Está atravesado de norte a sur por la carretera NA-718, que parte de Olazagutía, atraviesa el Puerto de Urbasa y llega a la localidad de Zudaire. 
El nombre Urbasa significa en vasco ‘bosque húmedo’ (de ur ‘agua’ y basa ‘bosque’).

## Parque natural
La sierra de Urbasa forma parte del Parque natural Urbasa-Andía, en el que se incluyen también la Sierra de Andía y la Reserva Natural del Nacedero del río Urrederra. 
Forma también parte del LIC Urbasa y Andía que, junto con las sierras de Urbasa y Andía, incluye parte de los terrenos de Zudaire (Améscoa Baja), Guesálaz y en la Barranca: Ciordia, Olazagutía, Alsasua, Urdiáin, Bacáicoa, Echarri-Aranaz, Ergoyena (Lizarraga-Ergoyena, Torrano y Unanua) Huarte-Araquil, Irañeta, Araquil (Satrústegui, Zuazu y Ecay).
Una gran parte de la sierra pertenece a la Comarca Turística de Urbasa-Lóquiz-Estella. Desde el Balcón de Pilatos se puede contemplar la Améscoa Baja, la sierra de Lóquiz y parte del Valle de Allín.

## División administrativa
La parte norte del plano elevado en que culmina la sierra es un comunal de la Comunidad Foral; la parte sur, el monte Limitaciones de las Améscoas, es comunal de los municipios de la Améscoa Alta, y de los concejos de la Améscoa Baja. Se trata de dos territorios faceros, es decir, territorios que no quedan incluidos en ningún municipio. 
Suponen además el límite natural entre la Merindad de Estella, al sur, y la Merindad de Pamplona, al norte.

## Patrimonio

### Megalitismo

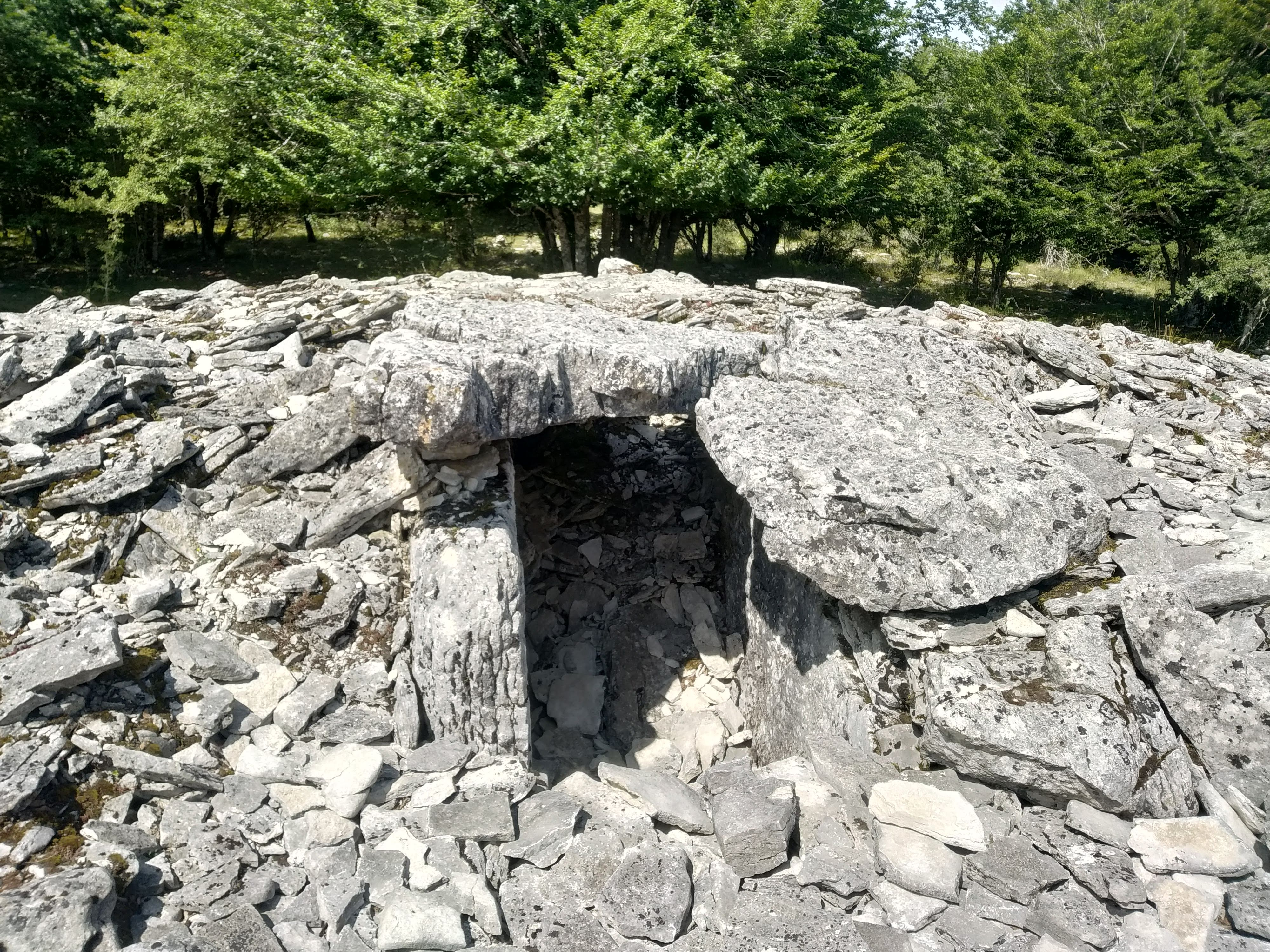
Dolmen de Artekosaro, el mejor conservado de la sierra de Urbasa, cerca del Balcón de Pilatos.

En la sierra se han localizado numerosos dólmenes, y algunos túmulos y menhires. Entre otros:
- Dolmen Artekosaro, probablemente el dolmen mejor conservado de la sierra.[6][7]
- Dolmen La Cañada, cercano al anterior.[8]
- Dólmenes Lubierri 1 y 2, próximos entre sí.[9]
- Dolmen Larreaundi, en un prado del mismo nombre.
- Dolmen Arantzaduia 1 y 2.
- Túmulo Lezarugi.
- Túmulo Aguilarrondo.

### Palacio de Urbasa
En la carretera que atraviesa la sierra se construyó en el siglo XVII el llamado Palacio de Urbasa o Palacio del Marqués de Andía.